# Calcio Padova 1990-1991
Questa pagina raccoglie i dati riguardanti il Calcio Padova nelle competizioni ufficiali della stagione 1990-1991.

## Stagione
La stagione 1990-1991 di Serie B dei biancoscudati inizia piuttosto male, con la squadra relegata agli ultimi posti della classifica: la prima vittoria arriva solo alla 10ª giornata di campionato. Segue poi una lunga e memorabile rincorsa alle posizioni di vertice, che si prolunga per il resto del campionato, anche per merito delle prestazioni del giovane centrocampista Demetrio Albertini in prestito dal Milan. La rincorsa si arresta proprio quando l'impresa sembrava cosa fatta, all'ultima giornata, con una bruciante sconfitta (2-1) subita contro la tranquilla Lucchese, che è costata alla squadra di Mario Colautti, per un solo punto, la promozione in serie A. Un pareggio avrebbe portato allo spareggio con l'Ascoli, una vittoria in quel di Lucca avrebbe significato promozione diretta. Con 14 reti segnate il miglior marcatore padovano di questa stagione è stato Beppe Galderisi, delle quali 8 su calcio di rigore.
In Coppa Italia la squadra viene eliminata al primo turno dal Monza: alla vittoria (3-1) in casa segue la sconfitta (2-0) in Brianza.

## Rosa

Il giovane centrocampista Demetrio Albertini, 28 presenze e 5 reti nella sua unica stagione a Padova.

| N. |                   | Ruolo | Calciatore           |
| -- | ----------------- | ----- | -------------------- |
|    | Italia (bandiera) | P     | Guido Bistazzoni     |
|    | Italia (bandiera) | P     | Ennio Dal Bianco     |
|    | Italia (bandiera) | D     | Giacomo Murelli      |
|    | Italia (bandiera) | D     | Antonio Benarrivo    |
|    | Italia (bandiera) | D     | Claudio Ottoni       |
|    | Italia (bandiera) | D     | Francesco Zanoncelli |
|    | Italia (bandiera) | D     | Massimiliano Rosa    |
|    | Italia (bandiera) | D     | Carmine Parlato      |
|    | Italia (bandiera) | C     | Damiano Longhi       |

| N. |                   | Ruolo | Calciatore         |
| -- | ----------------- | ----- | ------------------ |
|    | Italia (bandiera) | C     | Ferdinando Ruffini |
|    | Italia (bandiera) | C     | Angelo Di Livio    |
|    | Italia (bandiera) | C     | Carmine Nunziata   |
|    | Italia (bandiera) | C     | Demetrio Albertini |
|    | Italia (bandiera) | C     | Luciano Sola       |
|    | Italia (bandiera) | A     | Roberto Simonetta  |
|    | Italia (bandiera) | A     | Giuseppe Galderisi |
|    | Italia (bandiera) | A     | Roberto Putelli    |
|    | Italia (bandiera) | A     | Antonio Rizzolo    |

## Risultati

### Campionato

#### Girone di andata
| Salerno 9 settembre 1990 1ª giornata | Salernitana       | 0 – 0 | Padova | Stadio Arechi\| Arbitro: \| Mughetti (Cesena) \| |
| Arbitro:                             | Mughetti (Cesena) |       |        |                                                  |

| Arbitro: | Cesari (Genova) |

|               |           |                                 |
| Galderisi 25’ | Marcatori | 2’ Maccoppi 42’ (aut.) Nunziata |

| Arbitro: | Pairetto (Torino) |

|                                 |           |  |
| Giacomarro 57’ (rig.) Picci 84’ | Marcatori |  |

| Padova 30 settembre 1990 4ª giornata | Padova        | 0 – 0 | Taranto | Stadio Silvio Appiani\| Arbitro: \| Rosica (Roma) \| |
| Arbitro:                             | Rosica (Roma) |       |         |                                                      |

| Arbitro: | Fucci (Salerno) |

|                                    |           |  |
| F. Gasparini 80’ M. Pellegrini 87’ | Marcatori |  |

| Padova 14 ottobre 1990 6ª giornata | Padova              | 0 – 0 | Verona | Stadio Silvio Appiani\| Arbitro: \| Amendolia (Messina) \| |
| Arbitro:                           | Amendolia (Messina) |       |        |                                                            |

| Brescia 21 ottobre 1990 7ª giornata | Brescia         | 0 – 0 | Padova | Stadio Mario Rigamonti\| Arbitro: \| Boggi (Salerno) \| |
| Arbitro:                            | Boggi (Salerno) |       |        |                                                         |

| Padova 28 ottobre 1990 8ª giornata | Padova          | 0 – 0 | Foggia | Stadio Silvio Appiani\| Arbitro: \| Monni (Sassari) \| |
| Arbitro:                           | Monni (Sassari) |       |        |                                                        |

| Arbitro: | Merlino (Torre del Greco) |

|                             |           |  |
| Ravanelli 59’ Melchiori 70’ | Marcatori |  |

| Arbitro: | Di Cola (Avezzano) |

|                      |           |  |
| Galderisi 25’ (rig.) | Marcatori |  |

| Arbitro: | Dal Forno (Ivrea) |

|                                       |           |  |
| Galderisi 14’, 48’ (rig.) Putelli 67’ | Marcatori |  |

| Arbitro: | Cesari (Genova) |

|                                      |           |  |
| Ficcadenti 23’ Zanoncelli 75’ (aut.) | Marcatori |  |

| Arbitro: | Iori (Parma) |

|            |           |  |
| Longhi 12’ | Marcatori |  |

| Arbitro: | Luci (Firenze) |

|                      |           |                             |
| Balbo 2’ Sensini 10’ | Marcatori | 8’ Albertini 40’ C. Parlato |

| Arbitro: | Nicchi (Arezzo) |

|               |           |  |
| Galderisi 34’ | Marcatori |  |

| Arbitro: | Chiesa (Livorno) |

|  |           |             |
|  | Marcatori | 22’ Putelli |

| Arbitro: | Quartuccio (Torre Annunziata) |

|  |           |                   |
|  | Marcatori | 79’ (aut.) Ottoni |

| Arbitro: | Dal Forno (Ivrea) |

|                   |           |               |
| F. Signorelli 27’ | Marcatori | 72’ Albertini |

| Padova 20 gennaio 1991 19ª giornata | Padova          | 0 – 0 | Lucchese | Stadio Silvio Appiani\| Arbitro: \| Fucci (Salerno) \| |
| Arbitro:                            | Fucci (Salerno) |       |          |                                                        |

#### Girone di ritorno
| Arbitro: | F. Baldas (Trieste) |

|              |           |               |
| Di Livio 75’ | Marcatori | 11’ Pisicchio |

| Arbitro: | Trentalange (Torino) |

|              |           |             |
| Di Carlo 27’ | Marcatori | 62’ Ruffini |

| Arbitro: | Pairetto (Torino) |

|               |           |  |
| Benarrivo 63’ | Marcatori |  |

| Arbitro: | Cardona (Milano) |

|  |           |               |
|  | Marcatori | 15’ Galderisi |

| Arbitro: | Boemo (Cervignano del Friuli) |

|               |           |                  |
| Benarrivo 69’ | Marcatori | 74’ P. Sacchetti |

| Verona 10 marzo 1991 25ª giornata | Verona             | 0 – 0 | Padova | Stadio Bentegodi\| Arbitro: \| Felicani (Bologna) \| |
| Arbitro:                          | Felicani (Bologna) |       |        |                                                      |

| Arbitro: | Cinciripini (Ascoli Piceno) |

|  |           |                       |
|  | Marcatori | 15’ (rig.) Quaggiotto |

| Arbitro: | Boggi (Salerno) |

|             |           |                     |
| Signori 68’ | Marcatori | 82’ (aut.) Padalino |

| Arbitro: | Ceccarini (Livorno) |

|                                                 |           |                 |
| Benarrivo 45’ Nunziata 59’ Galderisi 75’ (rig.) | Marcatori | 61’ Lantignotti |

| Arbitro: | Chiesa (Livorno) |

|              |           |                                  |
| Giordano 56’ | Marcatori | 57’ (rig.) Galderisi 82’ Putelli |

| Arbitro: | Bruni (Arezzo) |

|                          |           |  |
| Marulla 11’ Compagno 67’ | Marcatori |  |

| Arbitro: | Mughetti (Cesena) |

|                                                         |           |            |
| Galderisi 64’, 84’ (rig.) Rizzolo 69’, 89’ Di Livio 74’ | Marcatori | 83’ Traini |

| Arbitro: | Trentalange (Torino) |

|                           |           |              |
| Sorbello 18’ Piscedda 34’ | Marcatori | 22’ Di Livio |

| Arbitro: | Cesari (Genova) |

|                                 |           |           |
| Galderisi 64’ (rig.) Longhi 79’ | Marcatori | 46’ Balbo |

| Arbitro: | Coppetelli (Tivoli) |

|                                 |           |                          |
| Monelli 25’ (rig.) Ferretti 48’ | Marcatori | 41’ Albertini 45’ Longhi |

| Arbitro: | Pezzella (Frattamaggiore) |

|                             |           |            |
| Albertini 35’, 64’ Rosa 66’ | Marcatori | 17’ Soncin |

| Arbitro: | Amendolia (Messina) |

|                       |           |             |
| Zanoncelli 14’ (aut.) | Marcatori | 59’ Putelli |

| Arbitro: | Trentalange (Torino) |

|                                                    |           |                                         |
| Galderisi 40’, 53’ (rig.) Benarrivo 67’ Longhi 90’ | Marcatori | 27’ Consonni 33’ Strappa 72’ V. Lanotte |

| Arbitro: | Longhi (Roma) |

|                       |           |               |
| Paci 8’ Simonetta 89’ | Marcatori | 43’ Galderisi |

### Coppa Italia

#### Primo turno
| Arbitro: | Cinciripini (Ascoli Piceno) |

|                                               |           |              |
| Ottoni 74’ Pradella 80’ Zanoncelli 90’ (rig.) | Marcatori | 39’ Consonni |

| Arbitro: | Ceccarini (Livorno) |

|                               |           |  |
| Marta 5’ Chiappino 45’ (rig.) | Marcatori |  |